# Heinrich Wilhelm Olbers
Heinrich Wilhelm Matthias Olbers (Arbergen, 1758. október 11. – Bréma, 1840. március 2.) német orvos és csillagász.

## Élete
Olbers Arbergenben született, ami most Bréma városrésze, végzettségét tekintve orvos volt. Tanulmányai befejezése után, 1780-tól élete végéig  orvosként praktizált Brémában. Éjszakánként az idejét csillagászati megfigyeléseknek szentelte, amivel otthonának felső emeletét obszervatóriummá változtatta.

## Munkássága
1802. március 28-án felfedezte a második kisbolygót, és elnevezte Pallasnak. Öt évvel később, 1807. március 29-én szintén ő fedezte fel a negyedik kisbolygót, a 4 Vestát. 1797-ben jelent meg elméleti tanulmánya az üstökösök pályaszámításáról és a Leopoldina Német Természettudományos Akadémia tagjává választották. Élete során hat üstököst fedezett fel. 1826-ban megfogalmazta a róla elnevezett fizikai paradoxont. Az Olbers-paradoxon szerint ha a világegyetem végtelen lenne, akkor a csillagok fényének összeadódása miatt az égboltnak éjszaka is teljesen világosnak kellene lennie. Ez a valóságban nincs így. Az Olbers-paradoxon ma is a kozmológia egyik fontos alappillére.

## Írásait
- Dissertatio Inavgvralis Physiologica De Ocvli Mvtationibvs Internis. Dissertation. Dieterich, Göttingen 1780 (Digitalisat)
- Abhandlung über die leichteste und bequemste Methode die Bahn eines Cometen aus einigen Beobachtungen zu berechnen., Industrie-Comptoir, Weimar 1797, doi:10.3931/e-rara-1518
  - J. F. Encke (Hrsg.): Abhandlung über die leichteste und bequemste Methode die Bahn eines Cometen zu berechnen. Mit Berichtigung- und Erweiterung der Tafeln und Fortsetzung des Cometen-Verzeichnisses bis zum Jahre 1847, Landes-Industrie-Comptoir, Weimar 1847 Digitalisat
- Ueber die Gefahren, die unsere Erde von den Cometen leiden könnte. Gotha 1810 (Digitalisat).

Összegyűjtött művei:
- C. Schilling (Hrsg.): Wilhelm Olbers. Sein Leben und seine Werke. (Im Auftrage der Nachkommen herausgegeben). Julius Springer, Berlin.
  - Erster Band. Gesammelte Werke, 1894. Digitalisat
  - Ergänzungsband. Neue Reduktionen, 1899. Digitalisat
  - Zweiter Band. Briefwechsel zwischen Olbers und Gauss. Erste Abtheilung, 1900. Digitalisat
  - Zweiter Band. Briefwechsel zwischen Olbers und Gauss. Zweite Abtheilung, 1909. Digitalisat

Bibliográfia:
- Walter Stein (Hrsg.): Von Bremer Astronomen und Sternfreunden: zur Einweihung der Sternwarte der Olbers-Gesellschaft am 200. Geburtstag von W. Olbers, am 11. Oktober 1958. Geist, Bremen 1958, S. 57 f.